# San Antonio de Maturín
San Antonio de Capayacuar é uma cidade venezuelana, capital do município de Acosta (Monagas).